# Самагіпура (Грама Ніладхарі)
Грама Ніладхарі Самагіпура (№ 136A/2) — Грама Ніладхарі підрозділу ОС Махаоя, округ Ампара, Східна провінція, Шрі-Ланка.

## Демографія
| Населення (2007) | Населення (2007) | Населення (2007) | Населення (2007) | Населення (2007) |
| Населення        | Чоловіки         | Жінки            | Діти             | Дорослі          |
| ---------------- | ---------------- | ---------------- | ---------------- | ---------------- |
| 1547             | 743              | 804              | 655              | 892              |